# Tammy Lauren
Tammy Lauren, född 16 november 1968 i San Diego, Kalifornien, är en amerikansk skådespelare. Hon är bland annat känd för huvudrollen i filmen Wishmaster från 1997. Hon har även haft roller i TV-serierna Angie, The Young and the Restless och Kärlekens vindar samt gästroller i Lilla huset på prärien och 2 1/2 män.